# Heiko Blume
Heiko Blume (* 13. Februar 1967 in Lüneburg) ist ein deutscher Politiker (CDU) und seit dem 1. November 2011 Landrat des Landkreises Uelzen (Niedersachsen). 

## Leben
Nach dem Abitur machte Blume eine Ausbildung zum Sparkassenkaufmann und studierte Jura in Münster und Kiel. Im Anschluss an das Referendariat in Lüneburg arbeitete er bei der Norddeutschen Landesbank in Hannover und als Rechtsanwalt in Bremen, bevor er 2005 als Erster Kreisrat zum Landkreis Uelzen wechselte.
2011 wurde er zum hauptamtlichen Landrat des Landkreises Uelzen zunächst für eine achtjährige Amtsperiode gewählt. Bei der Landratswahl 2019 wurde Blume mit 69 Prozent der gültigen Stimmen für weitere sieben Jahre im Amt bestätigt. 
2012 wurde Blume zum Vorsitzenden des Lüneburgischen Landschaftsverbandes gewählt. Seit 2017 hat er den Vorsitz im Finanzausschuss des Niedersächsischen Landkreistages inne, 2024 übernahm er den Vorsitz des entsprechenden Ausschusses auf Bundesebene. Zudem ist er seit 2022 Mitglied im Präsidium des Niedersächsischen Landkreistages. 
Blume ist verheiratet und hat drei Kinder.
| Personendaten    | Personendaten                      |
| ---------------- | ---------------------------------- |
| NAME             | Blume, Heiko                       |
| KURZBESCHREIBUNG | deutscher Politiker (CDU), Landrat |
| GEBURTSDATUM     | 13. Februar 1967                   |
| GEBURTSORT       | Lüneburg                           |